# WR 24
WR 24, она же HD 93131 — звезда в южном созвездии Киль. Это одна из самых ярких из известных звёзд. Звезда имеет видимую звёздную величину 6,49m, и, согласно шкале Бортля, видна, не только в бинокль, но и даже невооружённым глазом на деревенско-пригородном небе (англ. Rural/suburban transition). Это также одна из самых ярких звёзд Вольфа —Райе на небе. Из измерений параллакса, полученных во время миссии Gaia, известно, что звезда удалена примерно на ~5 000 св. лет (~1 500 пк).

## Свойства звезды
Спектр WR 24 имеет характерные сильные линии излучения азота и гелия звезды WN-типа, а также линии водорода, которые показывают доплеровские линии поглощения. Линии излучения азота с наименьшей ионизацией являются наиболее сильными, причём линии NV очень слабые. Линии HeI слабее линий HeII, что приводит к тому, что WR 24 был присвоен спектральный класс — WN6ha-w. Звёзды типа WN, богатые водородом, называют звёздами WNL или звёздами WNH, поскольку они не обязательно имеют поздние спектры азотной последовательности. Они систематически более массивные и более яркие, чем звёзды с аналогичными спектрами, но без присутствия азота. Спектральный тип имеет в обозначении букву w (от англ. weak — «слабый»), обозначающей более слабое излучение, чем для типичной звезды WN6.
WR 24 — достаточно типичная звезда Вольфа — Райе: её масса равна 54 {\displaystyle M_{\bigodot }}
и её радиус равен 19,9 {\displaystyle R_{\bigodot }}. Но её светимость просто колоссальна и составляет 2 240 000 {\displaystyle L_{\bigodot }}. WR 24 очень горяча — её эффективная температура 50 100 К, что придаёт звезде голубой оттенок звезды спектрального класса O.
WR 24 является членом рассеянного звёздного скопления Коллиндер 228 (англ. Collinder 228), иногда считающегося просто продолжением большего скопления Трюмплер 16. Оно расположено к юго-западу от туманности Киля. Рассеянное звёздное скопление Коллиндер 228 и туманность Киля разделены расстоянием примерно в 2200 пк.
Сообщалось, что яркость WR 24 изменяется примерно на 0,02m. Анализ фотометрии Hipparcos показывает изменение амплитуды на 0,082m и первичный период 4,76 дня. Звезде ещё не было присвоено обозначение переменной звезды в Общем каталоге переменных звёзд, и она всё ещё включена в список возможных переменных звёзд.
Предполагается, что звезда WR 24 являются молодой звездой и что водород в ядре звезды служит ядерным «топливом», то есть звезда находится на главной последовательности, а не является пост-сверхгигантской звездой. У WR 24 предполагается содержание 44 % водорода в атмосфере звезды. Также предполагается, что рассеянному звёздному скоплению Коллиндер 228 около 6,78 млн. лет. Спектры типа WR вызваны тем, что гелий и азот переносятся на поверхность из-за экстремальных градиентов температуры, вызванных CNO-циклом в ядре звезды, а затем истекают мощными звёздными ветрами. WR 24 имеет довольно сильный звёздный ветер, уносящий массу 40⋅10−6 {\displaystyle M_{\bigodot }} в год, со скоростью 2160 км/с.